# Sable, Fable
Sable, Fable (стилизовано как SABLE, fABLE)— пятый студийный альбом американской инди-фолк группы Bon Iver, вышедший 30 сентября 2016 года на лейбле Jagjaguwar. Альбом является продолжением мини-альбома Sable (2024), который был включен в него отдельным диском. Это первый альбом группы за почти шесть лет после I, I (2019), в нем приняли участие Dijon, Flock of Dimes и Даниэль Хейм, а также Кейси Хилл, Джейкоб Кольер и Mk.gee. В музыкальном плане альбом отклоняется от преимущественно фолк-фолка, который Bon Iver продемонстрировал на Sable, в сторону современных R&B-стилей с влиянием поп- и соул-музыки.

## История
[Sable] — самый темный черный цвет на Земле... и он рифмуется с «fable (басней)». Я думаю, что это был взгляд назад, на то, что я впитывал в себя все эти годы, принимая это в каком-то смысле. Но остальная часть альбома - это то, что я делаю все, что мне нужно, чтобы быть счастливым, хотя бы раз.
Джастин Вернон выступил сопродюсером альбома вместе с Джимом-Е Стэком, который ранее работал с Bon Iver над синглами «PDLIF» и «AUATC», не вошедшими в альбом 2020 года.
Альбом был записан в основном в студии Вернона April Base в Висконсине, которая несколько лет не работала, так как в ней проводился ремонт. Концептуальный генезис" альбома произошел 22 февраля 2022 года, когда Стэк пришел в студию вместе с Даниэль Хейм, чей вокал звучит в песне «If Only I Could Wait». В анонсе альбома он был назван «следующей главой Bon Iver: эпилог» и описан как «история любви под пышную, сияющую поп-музыку».

## Отзывы
| Совокупная оценка   | Совокупная оценка |
| Источник            | Оценка            |
| ------------------- | ----------------- |
| AnyDecentMusic?     | 7.8/10            |
| Metacritic          | 83/100            |
| Оценки критиков     |                   |
| Источник            | Оценка            |
| AllMusic            | [ 4 ]             |
| The A.V. Club       | A-                |
| Clash               | 9/10              |
| The Daily Telegraph | [ 15 ]            |
| DIY                 | [ 16 ]            |
| MusicOMH            | [ 17 ]            |
| NME                 | [ 1 ]             |
| The Observer        | [ 18 ]            |
| Pitchfork           | 8.1/10            |
| Rolling Stone       | [ 19 ]            |

Sable, Fable получил признание критиков. На сайте Metacritic, который присваивает нормализованную оценку из 100 баллов рецензиям основных критиков, альбом получил средний балл 83, основанный на 24 рецензиях, что свидетельствует о «всеобщем признании».
DIY уже позаголовком «Душевная, почти духовная подача» дал положительную 5-звёздочную рецензию и написал далее: «Извинения, сожаления и период воссоединения коротки и болезненны, а то, что следует за ними, взлетает ввысь. Искупление Джастина менее нерегулярно, чем раньше, но оно проникновенно, почти духовно, и не в последнюю очередь в песне „Day One“, исполненной Dijon и Flock of Dimes».
Алекс Роберт Росс написал в своей рецензии в Pitchfork: «Это по-настоящему удивительная поп- и соул-запись от артиста, который провел полжизни в поисках новых способов самовыражения. На протяжении всего альбома fABLE он звучит безудержно и неудержимо, как будто очищаясь от экстаза, который он сдерживал годами. Это не альбом, загроможденный тенями. Несмотря на все звуковые риски и искажения границ предыдущих пластинок, SABLE, fABLE — самый смелый альбом в каталоге Bon Iver. Удвоение поп-экспериментов его собственного среднего периода, тяга к R&B и кантри, и создание дома в отчаянно некрутом окружении того, что раньше называлось adult contemporary („современной музыкой для взрослых“) — все это неожиданно. Но еще более рискованным является решение Вернона выйти из тени и выйти из своего собственного знакомого страдания, решив испытать радость, прыжок в неизвестность».
Тим Сендра из AllMusic поставил только две с половиной звезды из пяти и отметил, что «Пятый полноформатный альбом Джастина Вернона из Bon Iver — это нечто гибридное. SABLE, fABLE включает в себя три песни с EP Sable 2024 года, который Вернон записал в качестве возвращения в музыку после нескольких лет отсутствия, и на котором певец избавил звучание Bon Iver от сложных, электронных и иногда авангардных тенденций недавнего прошлого и сосредоточился на своем голосе и словах. Остальная часть альбома — восемь песен и короткий завершающий инструментал — была записана на более поздних сессиях, где Вернон развил этот подход, создав более полные аранжировки, в которых использовались элементы фолка, кантри и R&B, но при этом на первый план вышел его голос. SABLE, fABLE — это самая мейнстримовая пластинка Bon Iver, которая, возможно, больше говорит о том, как изменился мейнстрим, чем о слегка изменившемся подходе Вернона. Нельзя не почувствовать, что, разобрав свой звук до мелочей, а затем перестроив его таким образом, Вернон отдал слишком много своей уникальной души. Слишком многое в этой пластинке звучит так, будто ее мог сделать почти каждый, а это нехорошо».

## Коммерческий успех
Альбом возглавил несколько чартов: Top Rock & Alternative Albums, Americana/Folk Albums, Top Album Sales, Vinyl Albums и другие. По данным Luminate, за неделю, завершившуюся 17 апреля, в США альбом разошелся тиражом 37 000 эквивалентных единиц. Эта сумма включает 25 000 продаж альбома, что позволило ему дебютировать на первом месте в рейтинге Top Album Sales. 19 000 проданных виниловых копий также стали дебютом № 1 в чарте виниловых альбомов Vinyl Albums. Группа ведомая Джастином Верноном возглавила чарт лучших рок- и альтернативных альбомов Top Rock & Alternative Albums впервые после альбома 22, A Million в 2016 году. До этого Bon Iver занимал первое место со своим одноименным альбомом. SABLE, fABLE также стартовал с № 1 в Top Rock Albums, Top Alternative Albums и Americana/Folk Albums, таким образом, Bon Iver получил свой третий чарттоппер в каждом из этих чартов. Bon Iver получил свой второй номер один в чарте продаж лучших альбомов Top Albums Sales после 22, A Million и третий в чарте Vinyl Albums после Bon Iver и I,I. В общежанровом рейтинге Billboard 200 альбом SABLE, fABLE занимает 11-е место, что является лучшим показателем для Bon Iver с тех пор, как альбом 22, A Million достиг 2-го места; альбом Bon Iver также занял 2-е место. Впервые группа попала в Billboard 200 в 2008 году с альбомом For Emma, Forever Ago, который в 2009 году достиг своей вершины на 64-й строчке.

## Список композиций
Все треки спродюсированы Джастином Верноном и Jim-E Stack, а также дополнительно спродюсированы Ашером Вайсбергом и Райаном Олсоном, за исключением тех случаев, когда это указано в списке.
| №                   | Название                             | Автор(ы)                             | Продюсеры                 | Длительность |
| ------------------- | ------------------------------------ | ------------------------------------ | ------------------------- | ------------ |
| 1.                  | «...[a]»                             | Justin Vernon Phil Cook Trever Hagen | Vernon Stack Weisberg [b] | 0:12         |
| 2.                  | «Things Behind Things Behind Things» | Vernon Cook Hagen                    | Vernon Stack Weisberg [b] | 3:20         |
| 3.                  | «Speyside»                           | Vernon Ryan Olson BJ Burton          | Vernon Stack Weisberg [b] | 3:29         |
| 4.                  | «Awards Season»                      | Vernon Michael Lewis                 |                           | 5:16         |
| Общая длительность: | Общая длительность:                  | Общая длительность:                  | Общая длительность:       | 12:17        |

| №                   | Название                                         | Автор(ы)                                                                     | Продюсеры                                          | Длительность |
| ------------------- | ------------------------------------------------ | ---------------------------------------------------------------------------- | -------------------------------------------------- | ------------ |
| 1.                  | «Short Story»                                    | Vernon Stack Eli Teplin Kacy Hill Weisberg                                   |                                                    | 1:56         |
| 2.                  | «Everything Is Peaceful Love»                    | Vernon Burton Stack                                                          | Vernon Stack Burton Weisberg [b] Olson [b]         | 3:30         |
| 3.                  | «Walk Home»                                      | Vernon Stack Teplin Lewis                                                    |                                                    | 3:46         |
| 4.                  | «Day One» (при участии Dijon и Flock of Dimes)   | Vernon Dijon Duenas Jenn Wasner Burton Ilsey Juber Samuel Tsang              | Vernon Stack Tsang Weisberg [b] Olson [b]          | 3:33         |
| 5.                  | «From»                                           | Vernon Tobias Jesso Jr. Juber Jacob Collier Stack Michael Gordon             |                                                    | 3:02         |
| 6.                  | «I'll Be There»                                  | Vernon Danielle Haim Weisberg Teplin Lewis Stack                             |                                                    | 2:54         |
| 7.                  | «If Only I Could Wait» (featuring Danielle Haim) | Vernon Stack Haim                                                            |                                                    | 3:22         |
| 8.                  | «There's a Rhythmn»                              | Vernon Sean Carey Teplin Stack Juber                                         | Vernon Stack Brian F Joseph Weisberg [b] Olson [b] | 5:16         |
| 9.                  | «Au Revoir»                                      | Vernon Andrew Fitzpatrick Carey Matthew McCaughan Wasner Lewis Chris Messina |                                                    | 2:01         |
| Общая длительность: | Общая длительность:                              | Общая длительность:                                                          | Общая длительность:                                | 29:20        |

Замечания
- ↑ «…» присутствует в виде отдельного трека только на цифровых изданиях. На физических изданиях он идет в связке с «Things Behind Things Behind Things», общая продолжительность композиции составляет 3:33.
- ↑  дополнительный продюсер
- Все треки на первом диске стилизованы в верхнем регистре. «Speyside» стилизована как «S P E Y S I D E».

## Позиции в чартах
| Чарт (2025)                                    | Высшая позиция |
| ---------------------------------------------- | -------------- |
| Австралия (ARIA)                               | 4              |
| Австрия (Ö3 Austria)                           | 2              |
| Бельгия/Фландрия (Ultratop)                    | 3              |
| Бельгия/Валлония (Ultratop)                    | 50             |
| Канада (Canadian Albums Chart)                 | 23             |
| Дания (Hitlisten)                              | 2              |
| Нидерланды (Album Top 100)                     | 8              |
| Финляндия (Suomen virallinen lista)            | 47             |
| Франция (SNEP)                                 | 78             |
| Германия (Offizielle Top 100)                  | 4              |
| Ирландия (Irish Albums Chart)                  | 23             |
| Япония Digital Albums (Oricon)                 | 39             |
| Япония International Albums (Oricon)           | 21             |
| Новая Зеландия (RMNZ)                          | 5              |
| Норвегия (VG-lista)                            | 10             |
| Шотландия (Scottish Albums Chart)              | 3              |
| Испания (PROMUSICAE)                           | 39             |
| Швеция (Sverigetopplistan)                     | 4              |
| Швейцария (Schweizer Hitparade)                | 5              |
| Великобритания (UK Albums Chart)               | 4              |
| Великобритания (UK Independent Albums Chart)   | 2              |
| США (Billboard 200)                            | 11             |
| США (Billboard Folk Albums)                    | 1              |
| США (Billboard Independent Albums)             | 2              |
| США (Top Rock & Alternative Albums, Billboard) | 1              |